# Директива про платіжні послуги
Перегля́нута Директи́ва про платі́жні послу́ги (PSD2, № 2015/2366, яка замінила Директи́ву про платі́жні послу́ги (PSD) № 2007/64/ЄС ) — нормативно-правовий акт Європейської Унії, який виконується Європейською Комісією для регулювання платіжних послуг і постачальників платіжних послуг у всій Європейській Унії (ЄУ) та Європейській економічній зоні (ЄЕЗ). Мета директиви полягала в тому, щоб збільшити загальноєвропейську конкуренцію та участь у платіжній індустрії також з боку небанківських установ, а також забезпечити рівні умови гри шляхом гармонізації захисту споживачів та прав і обов’язків платіжних постачальників і користувачів. Основними цілями директиви PSD2 є створення більш інтегрованого європейського платіжного ринку, підвищення безпеки платежів і захист споживачів. Нова європейська директива про платіжні послуги 2 (PSD2) робить онлайн-платежі простішими, безпечнішими та швидшими. Ви також можете надати іншим компаніям доступ до свого банківського рахунку. Орган персональних даних контролює захист вашої конфіденційності.

## Зміст
SEPA (Єдина зона платежів у євро) – це саморегульована ініціатива європейського банківського сектору, представленого в Європейській платіжній раді, яка визначає гармонізацію платіжних продуктів, інфраструктур та технічних стандартів (Правила для кредитних переказів / прямих дебетових операцій, BIC, IBAN, формат повідомлень ISO 20022 XML, чіпові картки/термінали EMV). PSD забезпечує правову базу, у рамках якої повинні працювати всі постачальники платіжних послуг.
Метою Директиви про платіжні системи (PSD) стосовно платіжної галузі було посилення загальноєвропейської конкуренції за участю також небанківських установ, а також забезпечення рівних умов гри шляхом гармонізації захисту прав споживачів та прав і обов'язків постачальників і користувачів платежів. Метою PSD стосовно споживачів було розширення прав клієнтів, гарантування швидших платежів (не пізніше наступного дня з 1 січня 2012 року), опис прав на повернення коштів та надання чіткішої інформації про платежі. Хоча PSD була директивою максимальної гармонізації, деякі елементи дозволяли окремим державам використовувати різні варіанти.
Остаточний прийнятий текст PSD набув чинности 25 грудня 2007 року та був імплементований у національне законодавство всіма державами-членами ЄУ та ЄЕЗ до 1 листопада 2009 року.

### Технічний огляд
PSD містив два основні розділи:
1. «Правила ринку» описували, які типи організацій можуть надавати платіжні послуги. Поряд із кредитними установами (тобто банками) та певними органами влади (наприклад, центральними банками, державними органами), Директива про платіжні установи згадала установи електронних грошей (УЕГ), створені Директивою про електронні гроші[en] у 2000 році, та створила нову категорію «платіжних установ» (ПУ) з власними правилами пруденційного режиму. Організації, які не є ні кредитними установами, ні ПУ, могли подати заявку на отримання дозволу як платіжна установа, якщо вони відповідали певним вимогам до управління капіталом та ризиками. Заявку можна було подати в будь-якій країні ЄС, де вони зареєстровані, і потім вони могли «паспортувати» свої платіжні послуги в усіх інших державах-членах ЄУ без додаткових вимог до ПУ.
2. «Правила ділової поведінки» визначали, яку прозорість інформації мають надавати установи, що надають платіжні послуги, включаючи будь-які комісії, обмінні курси, посилання на транзакції та максимальний час виконання. У них визначалися права та обов’язки як постачальників платіжних послуг, так і користувачів, порядок авторизації та виконання транзакцій, відповідальність у разі несанкціонованого використання платіжних інструментів, повернення коштів за платежами, платіжні доручення та дати валютування платежів.

Кожна держава мала призначити «компетентний орган» для пруденційного нагляду за основними інституціями та моніторингу дотримання правил ведення бізнесу, як це було імплементовано в національне законодавство.

### Оновлення директиви
Директиву про платіжні послуги (PSD) було оновлено у 2009 році (Регламент № 924/2009) та 2012 році (Регламент № 260/2012). У звіті про впровадження від 2013 року було зазначено, що PSD сприяв «наданню єдиних платіжних послуг по всьому ЄУ» та зменшила юридичні та виробничі витрати для багатьох постачальників платіжних послуг, а також що «очікувані переваги ще не повністю реалізовані». У тому ж звіті зазначається, що оновлення 2009 року «функціонує добре. Наприклад, комісії за перекази у розмірі 100 євро мали подальшу тенденцію до зниження до середнього показника в єврозоні 0,50 євро для переказів, ініційованих онлайн, і залишалися низькими на рівні 3,10 євро для переказів, ініційованих у касі банку».
У жовтні 2021 року EBA розпочало публічні консультації щодо внесення змін до своїх Регуляторних технічних стандартів (RTS) щодо надійної автентифікації клієнтів та безпечного зв'язку (SCA&CSC) відповідно до Директиви про платіжні послуги (PSD2) щодо 90-денного звільнення від SCA для доступу до рахунку.

### Проблеми
1. Директива про платіжні послуги (PSD) застосовувалася лише до платежів у межах Європейської економічної зони, але не до транзакцій до третіх країн або з них.
2. Звільнення від PSD, пов'язані з платіжною діяльністю, залишили користувачів незахищеними.
3. Можливість для продавців стягувати плату або надавати знижку в рамках Директиви про платні послуги (PSD) у поєднанні з можливістю для країн обмежувати це призвела до «надзвичайної неоднорідності на ринку».
4. З'явилися так звані «сторонні постачальники платіжних послуг», які полегшували онлайн-шопінг, пропонуючи низькі тарифи на платежі в Інтернеті через домашній додаток онлайн-банкінгу клієнтів за їхньою згодою та інформуючи продавців про те, що гроші вже в дорозі. Інші «послуги з надання інформації про рахунки» пропонують консолідовану інформацію про різні рахунки користувача платіжних послуг. Було запропоновано гармонізацію правил повернення коштів щодо прямих дебетів, скорочення сфери застосування «спрощеного режиму» для так званих «малих платіжних установ» та вирішення питань безпеки, доступу до інформації про платіжні рахунки або конфіденційності даних з можливим ліцензуванням та наглядом.[14]

## Переглянута Директива про платіжні послуги (PSD2)
8 жовтня 2015 року Європейський парламент ухвалив пропозицію Європейської Комісії щодо створення безпечніших та інноваційніших європейських платежів (PSD2, Директива (ЄС) 2015/2366). Чинні правила спрямовані на кращий захист споживачів під час онлайн-платежів, сприяння розвитку та використанню інноваційних онлайн- та мобільних платежів, таких як через відкритий банкінг, та підвищення безпеки транскордонних європейських платіжних послуг.
Тодішній комісар Джонатан Гілл, відповідальний за фінансову стабільність, фінансові послуги та союз ринків капіталу, сказав: «Це законодавство є кроком до єдиного цифрового ринку; воно принесе користь споживачам і бізнесу, а також допоможе економіці зростати».
16 листопада 2015 року Рада Європейської Унії ухвалила PSD2. Держави-члени мали два роки, щоб інтегрувати цю директиву у своє національне законодавство та нормативні акти. 27 листопада 2017 року Делегований регламент Комісії (ЄС) 2018/389 доповнив PSD2 щодо регуляторних технічних стандартів для надійної автентифікації клієнтів та загальних і безпечних відкритих стандартів зв'язку.
ЄУ та багато банків сприяли цьому розвитку за допомогою нової Директиви про платіжні послуги 2 (PSD2), яка набула чинності 13 січня 2018 року. Банки потім адаптувалися до цих змін, що відкрило багато технічних викликів, але також багато стратегічних можливостей, таких як співпраця з постачальниками фінтех-послуг, на майбутнє.
Важливим елементом PSD2 є вимога щодо надійної автентифікації клієнта для більшості електронних платежів.
Ще одним важливим елементом директиви є вимога щодо спільного та безпечного зв'язку (CSC). Кваліфіковані сертифікати, визначені eIDAS, потрібні для автентифікації веб-сайтів та електронних печаток, що використовуються для зв'язку між учасниками фінансових послуг. Технічна специфікація ETSI TS 119 495 визначає стандарт для реалізації цих вимог.
PSD2 набула повної чинності 14 вересня 2019 року, але через затримки у впровадженні Європейське банківське управління дозволило продовжити термін дії надійної автентифікації клієнтів (SCA) до 31 грудня 2020 року.

## Конфіденційність
Хоча PSD2 має багато переваг, вона також викликає кілька проблем щодо конфіденційності, зокрема:
- Механізм доступу до облікового запису (XS2A): PSD2 представляє механізм доступу до облікового запису (XS2A), який дозволяє стороннім постачальникам (TPP) отримувати доступ до інформації про банківський рахунок користувача за його згодою. Хоча це призначено для створення інноваційних платіжних послуг, це викликає занепокоєння щодо безпеки та конфіденційності конфіденційних фінансових даних.
- Безпека даних: обмін фінансовими даними з TPP створює потенційні ризики, пов’язані з порушенням даних і несанкціонованим доступом. Є занепокоєння, що зловмисники можуть використовувати вразливі місця в системі та отримати доступ до фінансової інформації користувачів.
- Управління згодою. Важливо переконатися, що користувачі надають інформовану та чітку згоду на передачу своїх фінансових даних. Є побоювання, що користувачі можуть не повністю розуміти наслідки надання доступу до своїх облікових записів, що призведе до ненавмисного обміну даними.
- Використання даних і профілювання: TPP можуть збирати й аналізувати фінансові дані користувачів, щоб пропонувати персоналізовані послуги, які можуть включати цільовий маркетинг або профілювання. Це викликає занепокоєння щодо того, як використовуються дані користувача та чи може це призвести до нав’язливої реклами чи використання даних.
- Відповідальність і відшкодування: PSD2 визначає правила відповідальності у випадку несанкціонованих транзакцій. Однак можуть виникнути занепокоєння щодо ясності та справедливості цих правил, а також щодо ефективності механізмів вирішення спорів.
- Транскордонні потоки даних: PSD2 дозволяє транскордонний обмін даними між європейськими та неєвропейськими країнами. Це викликає занепокоєння щодо того, як дані захищені, коли вони перетинають кордони, і чи відповідають вони положенням про захист даних, таким як Загальний регламент захисту даних (GDPR).
- Зберігання даних: PSD2 не визначає суворих періодів зберігання даних для TPP, що може викликати занепокоєння щодо того, як довго зберігаються дані користувача та для яких цілей.